# Djanglanmey
Djanglanmey est un arrondissement du Bénin dans le département du Mono, au sud du pays. Il est rattaché à la commune de Grand-Popo. C'est aussi le nom du plus important de ses villages. L'arrondissement de Djanglanmey est composé de neuf villages : Devikanmey, Djanglanmey, Folly condji, Gbedji, Gountoeto, Hanmlangni, Kpatcha condji, Tolebekpa, Tolmadjihoue. Il est peuplé par différents migrants  à cause de son centre commercial basé sur la pêche, l'agriculture l'artisanat, la poterie . Le village de Djanglanmey est une fondation de différent peau de couleur noir et blanc d'Afrique dirigée dans le temps colonial par Gbopkoe . La fête traditionnelle de retrouvaille de cette localité est nommé kotafon ( comme le nom de l'ethnie et la langue natale) initié par un fils autochtone nommé Dansi agbidi puis approuvé et officialisé par le président Soglo en 1960.
La fête kotafon est célébrée à partir du 10 janvier en symbiose avec le Vodou days. Ce festival culturel qui désigne la célébration traditionnelle basée sur le culte des ancêtres  depuis les ancêtres est maintenant subdivisée comme fête de retrouvaille et fête endogène pour que les ressortissants vivant a l'extérieur aussi puissent revenir et célébrer leur fête kotafon. Le peuple lors de la  fête revalorise sa culture et ses danses traditionnelles au son du rythme ancestrale basé sur le battement de la poitrine et de la cuisse qui donne un son authentique. La paix réside dans la libéralité du peuple.

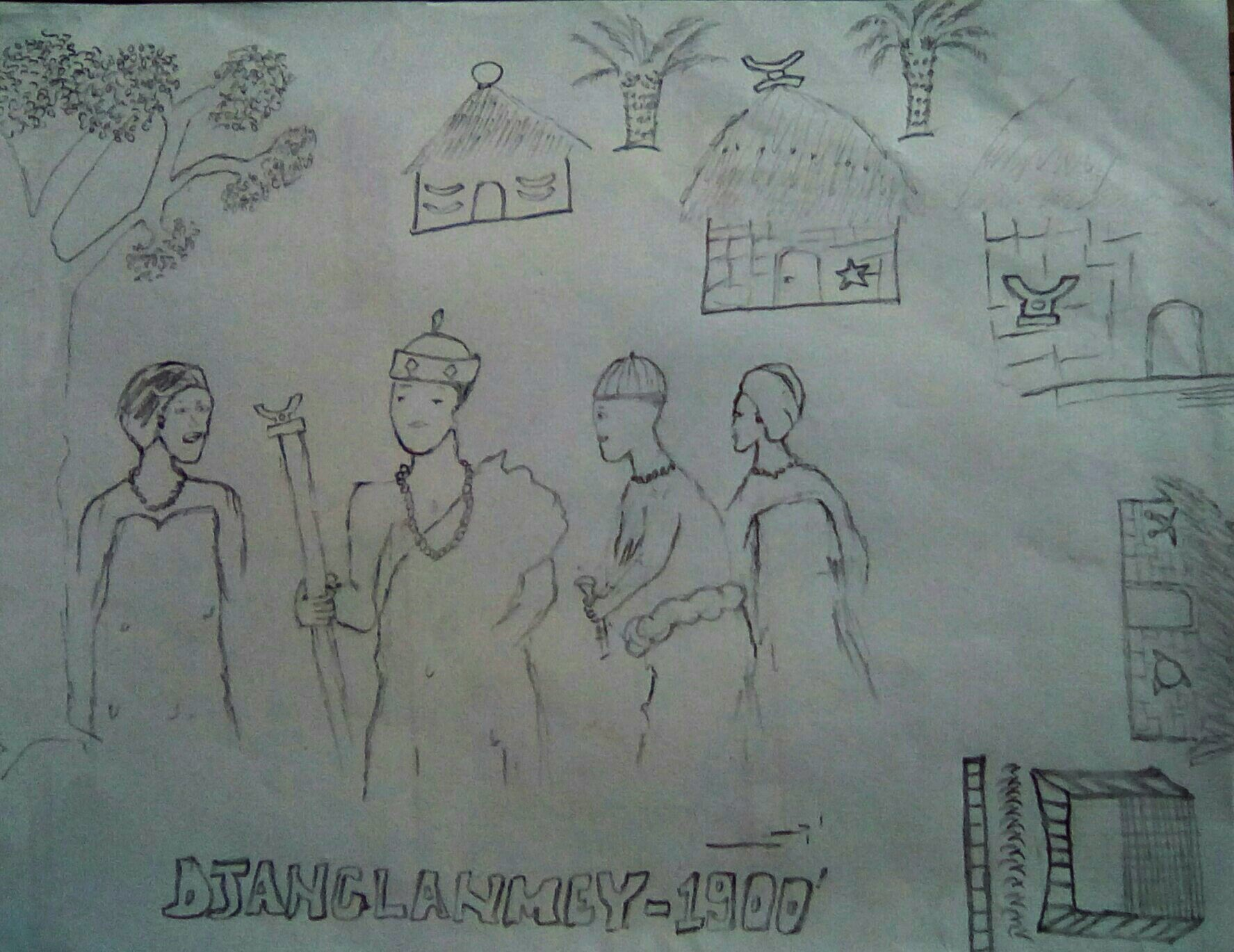
Djanglanmey - Habitat traditionnel.

Dans leur vie enrichie par l'océan Atlantique au sud et le fleuve mono à l'ouest, ce peuple  vie de l'agriculture et de la pêche. Les femmes produisent de l'huile de palme et fabriquent aussi des paniers à base des branches du palmier à huile.
Bien sûr que la religion pratiquée sur cette terre est la religion endogène, il y a aussi d'autres religions comme le christianisme ( les catholiques) qui était présent juste après l'époque coloniale. La plupart du peuple se tourne vers le Christ pour une vie libérale et une paix spirituelle  malgré les tribulations qui viennent à cause du nom précieux Emmanuel.
Pour soutenir l'éducation dans cette localité située dans la commune de Grand-Popo l'ONG échelle Bénin avait lancé un programme de bourses et de formation sur l'entrepreneuriat pour promouvoir et encourager les apprenants.

## Climat
Djanglanmey possède un climat de savane de type Aw selon la classification de Köppen. La température moyenne annuelle y est de 27,3 °C et les précipitations sont de l'ordre de 692,3 mm par an, plus importantes en été qu'en hiver.

## Population
Lors du recensement de 2013, on a dénombré 5 828 habitants dans l'arrondissement de Djanglanmey et 1 383 dans le village du même nom.

## Galerie

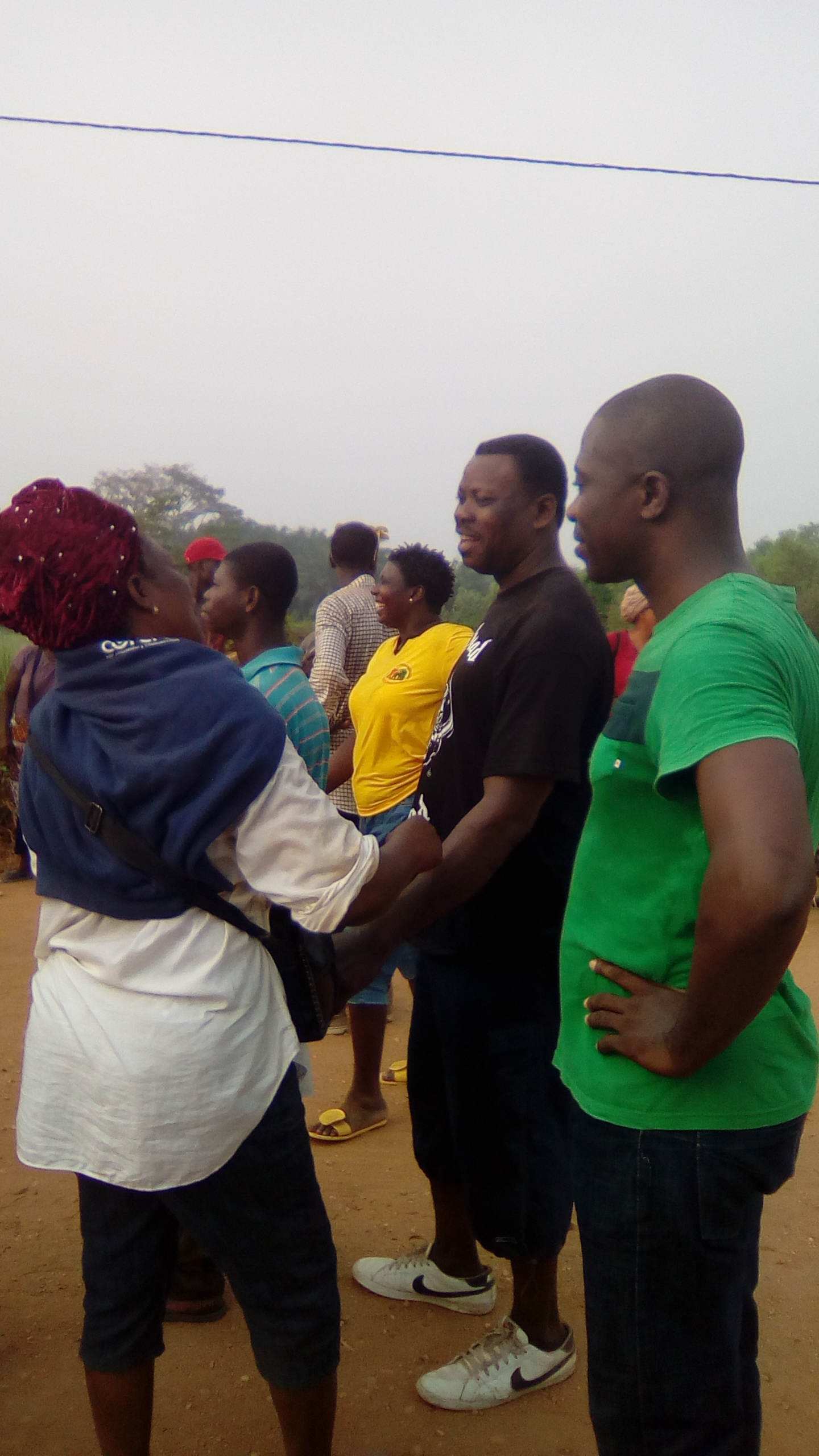
Rassemblement des Kotafon.
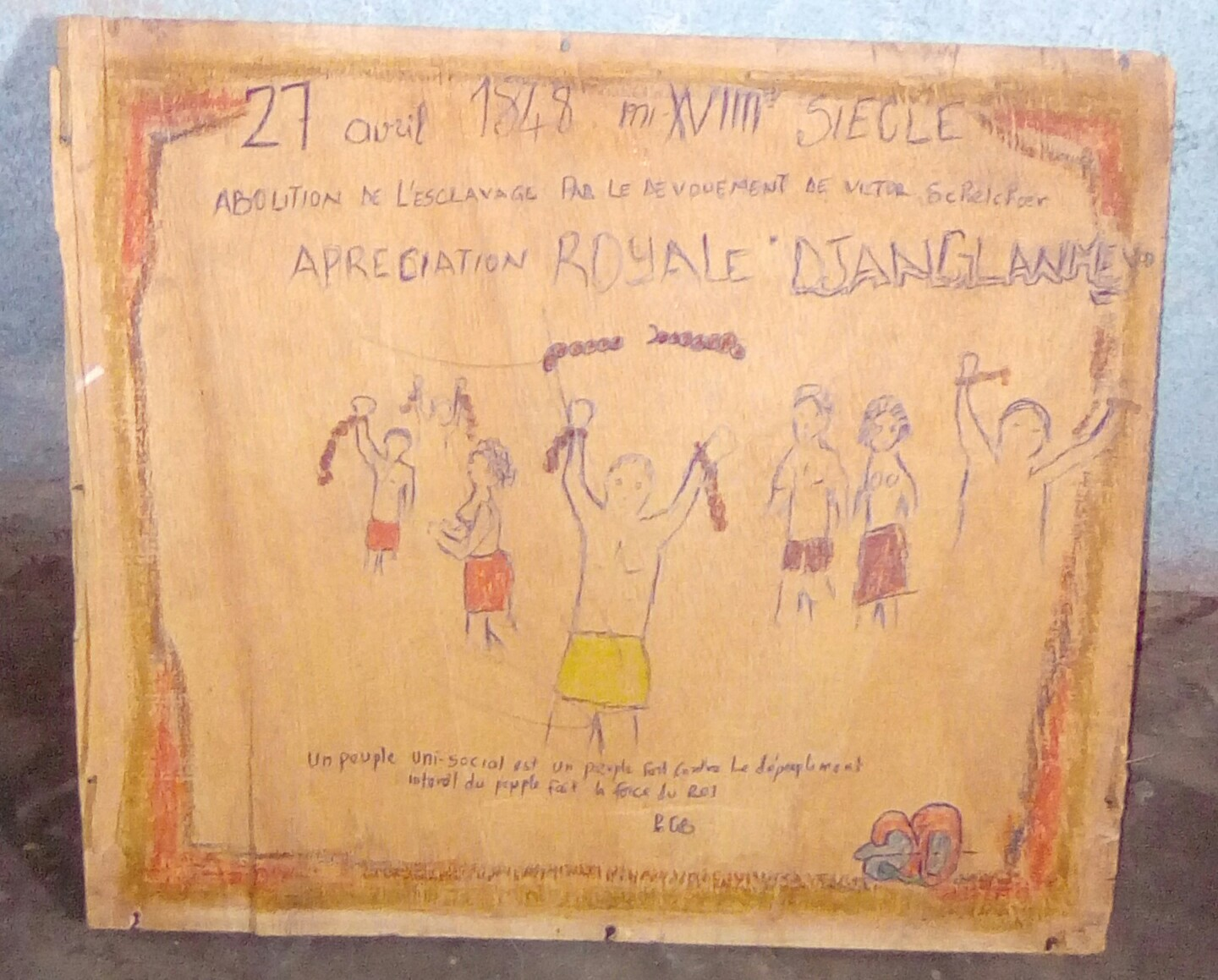
Patrimoine.
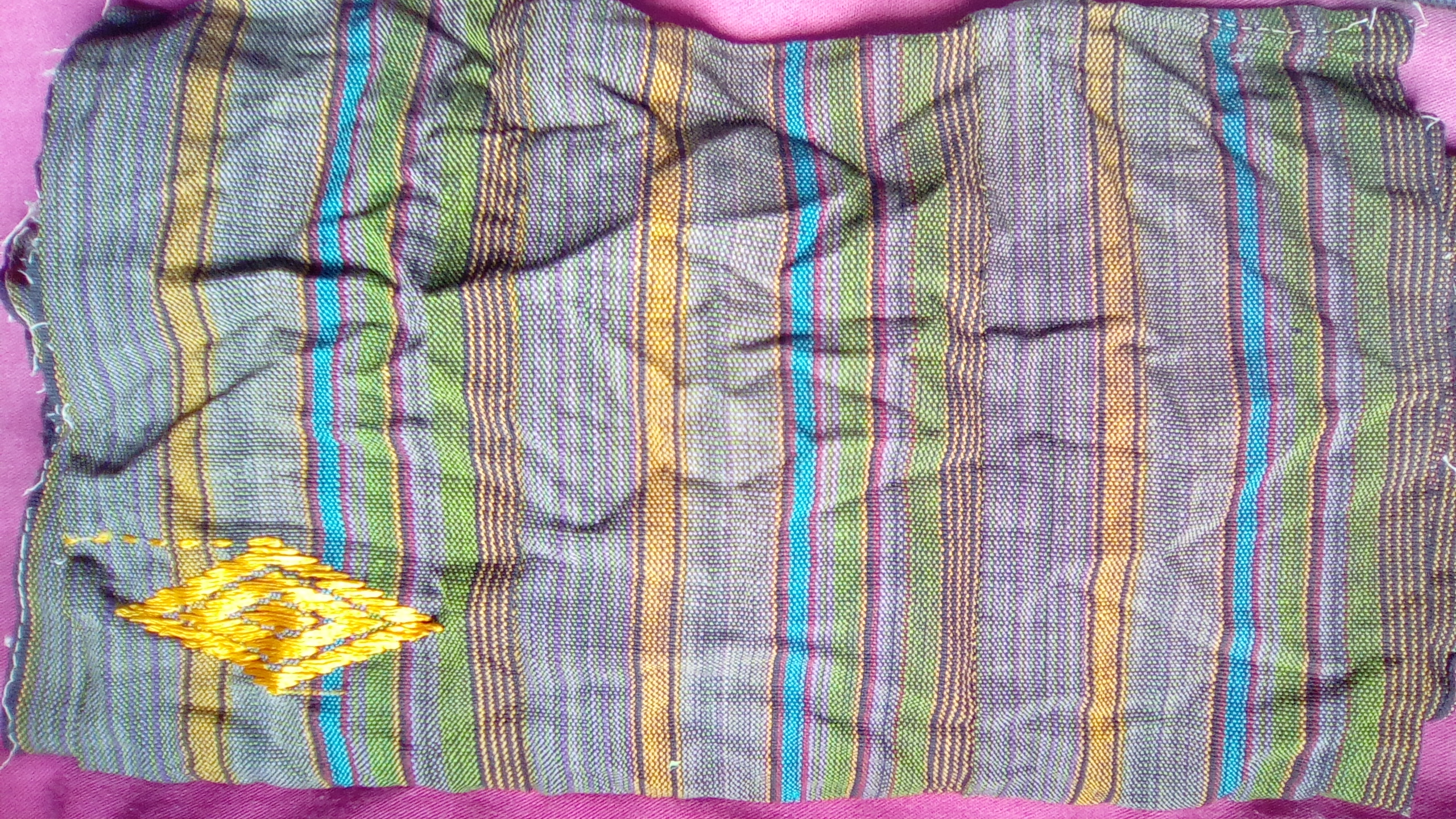
Pagne de la Royauté Djanglanmey.
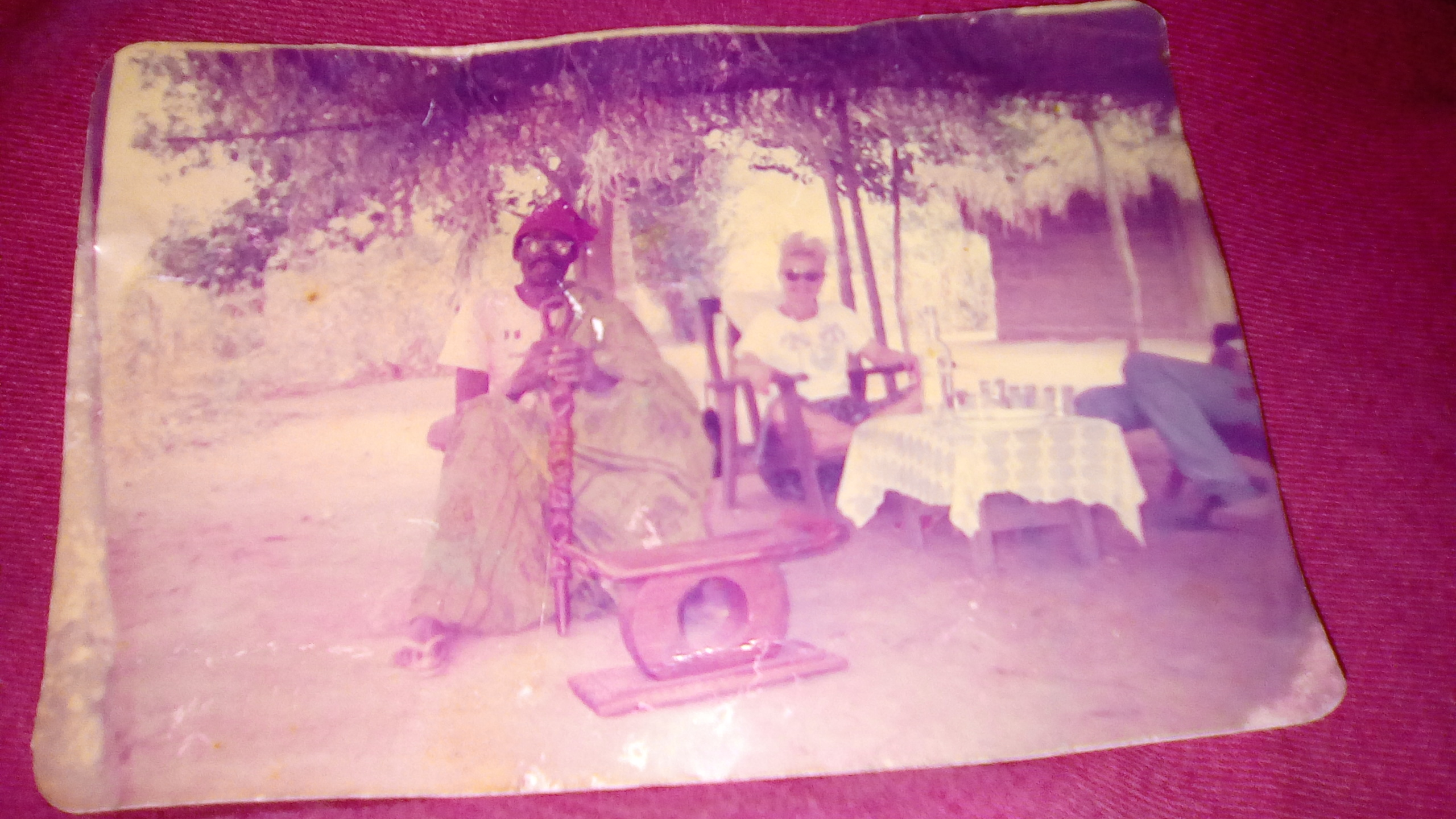
Vestige Royal de Djanglanmey.
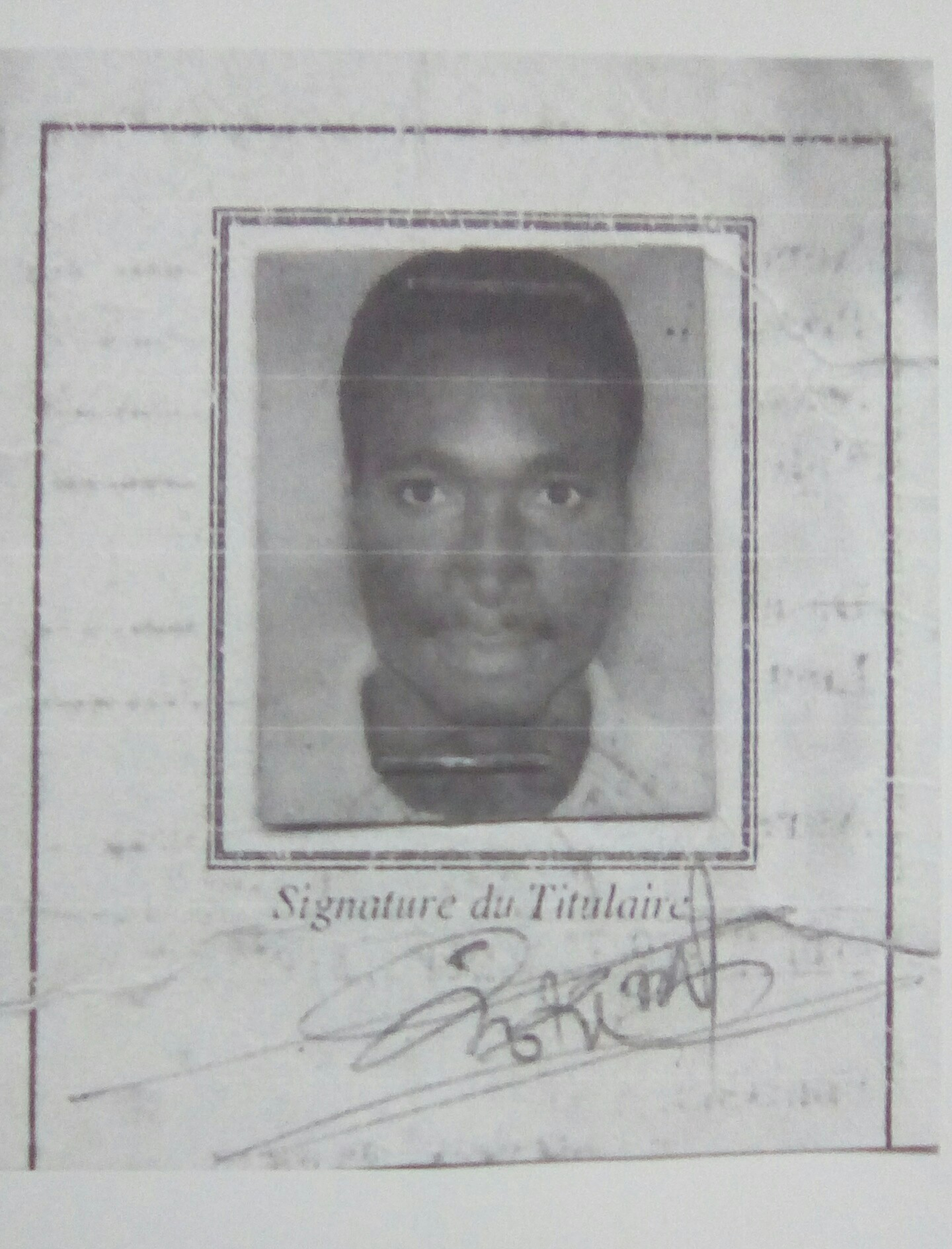
Vestige historique de Djanglanmey.
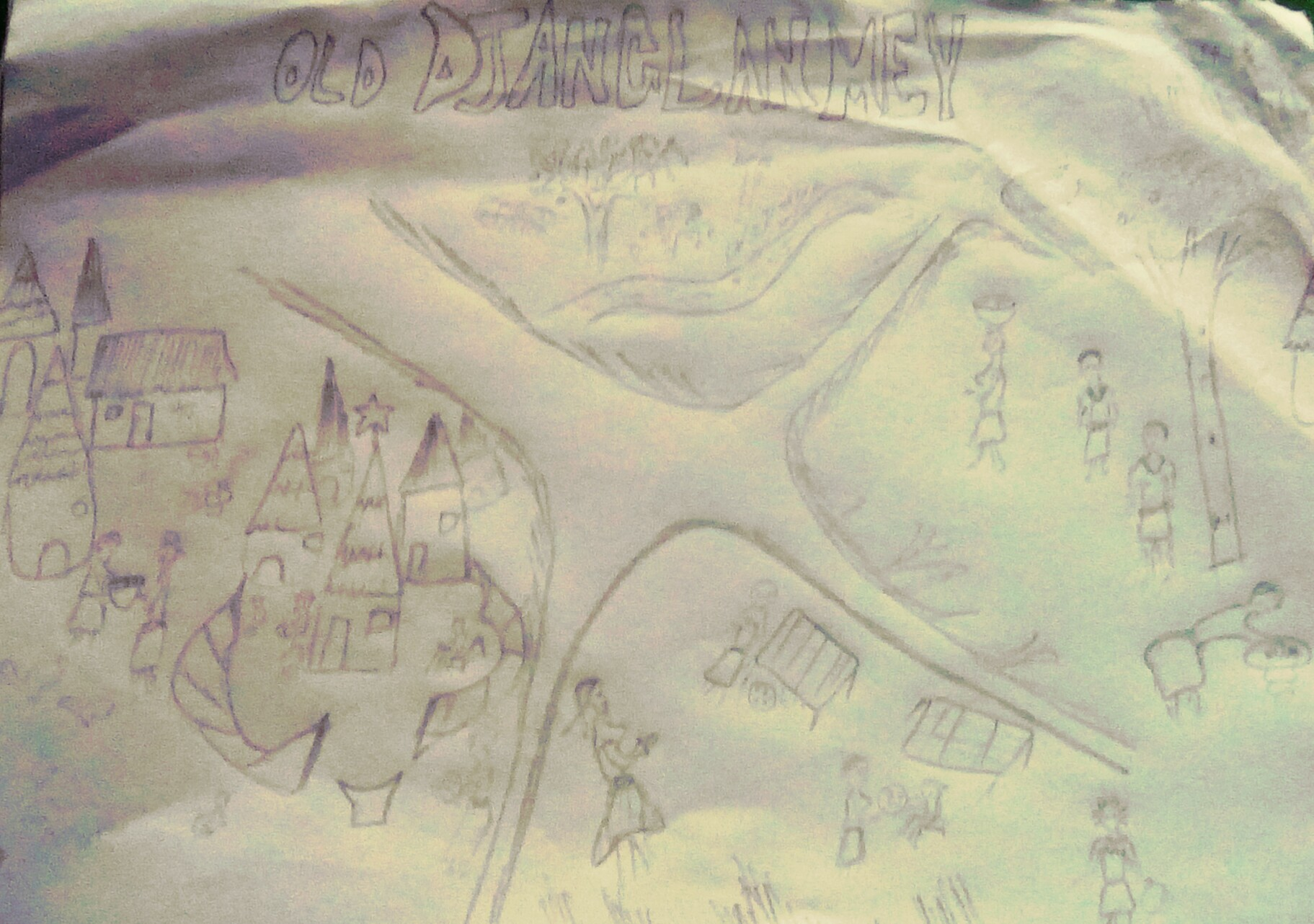
Illustration de l'ancien Djanglanmey.
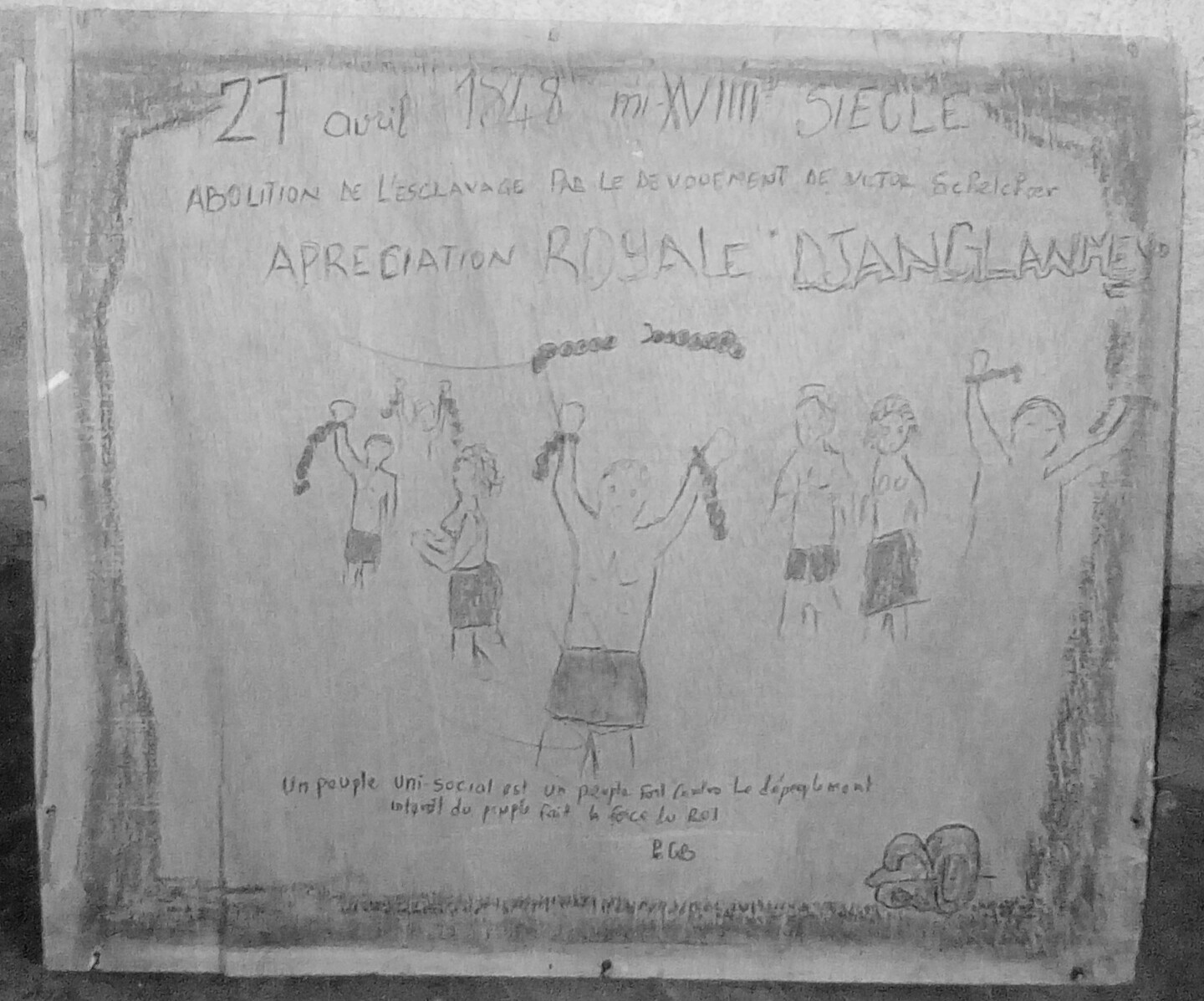
Richesse artistique du Royaume de Djanglanmey.